# Palazzo Cusani (Milano)
Palazzo Cusani è un palazzo seicentesco di Milano, rimaneggiato una prima volta fra il 1712 ed il 1719 ed una seconda fra il 1775 ed il 1779. Storicamente appartenuto al sestiere di Porta Nuova, si trova in via Brera 13-15.

## Storia

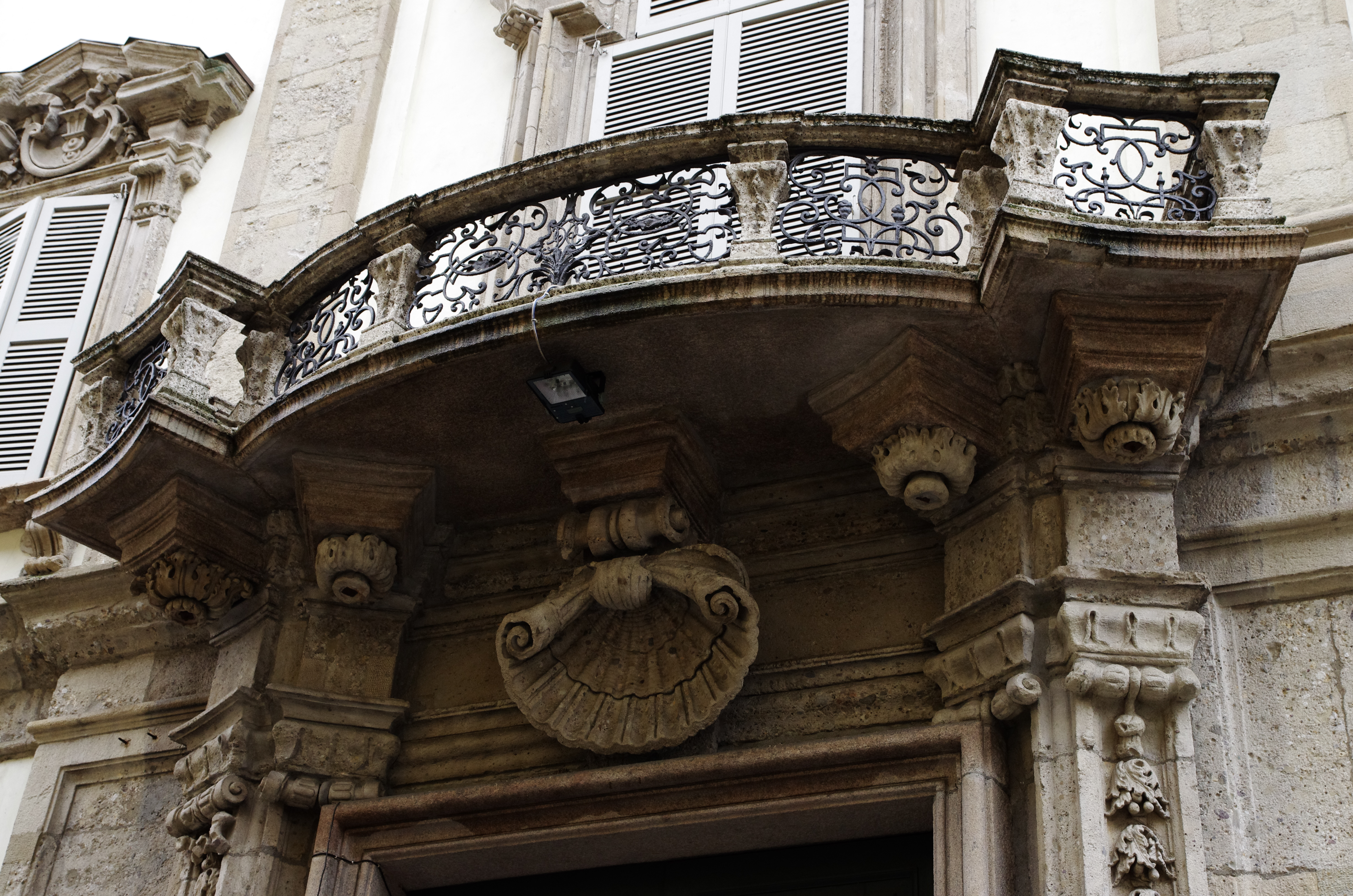
Particolare del balcone sovrastante l'ingresso principale

La famiglia Cusani aveva acquisito nel corso del XVII secolo una proprietà presso la Chiesa di Sant'Eusebio, oggi scomparsa: lì Agostino Cusani (1592-1640), feudatario e poi marchese di Chignolo Po avrebbe fatto erigere un palazzo nel corso dei primi decenni del XVII secolo. Successivamente il palazzo venne rimaneggiato una prima volta (1694-1719) per volere di Gerolamo Cusani, che commissionò a Giovanni Ruggeri la nuova facciata esterna; un secondo rimaneggiamento (1775-1779) venne invece affidato al Piermarini da Ferdinando Cusani (1737-1815) e interessò la facciata interna, che venne realizzata in forme neoclassiche. Il palazzo venne venduto nel 1808 da suo figlio Luigi (1769-1836), rovinato dai debiti di gioco, al demanio del Regno d'Italia, che vi insediò il Ministero della Guerra. Insieme a questa proprietà vennero vendute anche quelle adiacenti.
Malgrado i molteplici interventi di adattamento protrattisi sia sotto il periodo austriaco che nei primi decenni del Novecento (culminati con la realizzazione di una nuova ala affacciata sulla via del Carmine nel 1935) e i successivi bombardamenti a cui fu sottoposto l'edificio, gli interni conservano ancora oggi integre al piano nobile la maggior parte delle decorazioni settecentesche presenti in origine, riscontrabili nell'atto di vendita del palazzo (1808). Andarono quasi totalmente perduti invece gli arredi originali e gran parte del giardino, notoriamente luogo di feste e balli particolarmente cari a Ferdinando Cusani.
Sede del Comando del III Corpo d'Armata fino al 2004, è attualmente sede del Comando Militare Esercito Lombardia e della rappresentanza della NATO a Milano.

## Architettura
Dal punto di vista architettonico bisogna osservare la particolarità delle forme per così dire esuberanti della facciata esterna, un'anomalia se confrontata con gli edifici milanesi del tempo, che tradisce l'influenza romana dell'architetto Giovanni Ruggeri. Non a caso infatti la facciata ricorda il tardo-barocco romano, in cui risaltano le finestre dalle cornici mistilinee e i balconi rigonfi. Sulla facciata sono inoltre presenti due portali gemelli, che si dice voluti da due fratelli della famiglia per il reciproco desiderio di non incontrarsi.
Nella facciata esterna si è fatto largo uso di pietra a vista, nello specifico di arenaria e ceppo dell'Adda.
Una particolarità del palazzo è che nella facciata posteriore del palazzo sono incastonate tre palle di cannone scagliate dalle artiglierie di Radetzky durante le Cinque giornate di Milano.

## Sede di eventi
Nel maggio del 2021 ha ospitato la mostra d'arte contemporanea Tramestio, curata e organizzata dai giovani curatori Michael Camisa (1996) e Sophia Radici (1993) che hanno presentato sulla scena milanese tre artisti contemporanei under 30.